# Copromorphoidea
Copromorphoidea är en överfamilj av fjärilar. Copromorphoidea ingår i ordningen fjärilar, klassen egentliga insekter, fylumet leddjur och riket djur. Enligt Catalogue of Life omfattar överfamiljen Copromorphoidea 383 arter. 
Kladogram enligt Catalogue of Life:
| Copromorphoidea | \| \| Carposinidae \| \| \| \| \| \| Copromorphidae \| \| \| \| |
|                 | \| \| Carposinidae \| \| \| \| \| \| Copromorphidae \| \| \| \| |
|                 | Carposinidae                                                    |
|                 |                                                                 |
|                 | Copromorphidae                                                  |
|                 |                                                                 |